# إل نينيو

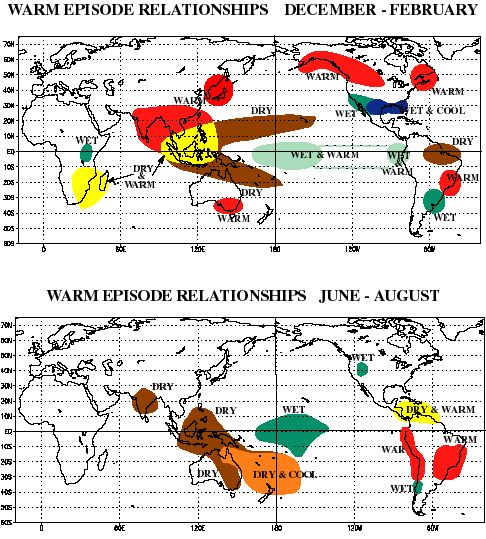
تأثير إل نينو بالمناطق المختلفة بالعالم

التردد الجنوبي -إل نينو (بالإنجليزية: El Niño-Southern Oscillation)‏ وهي تختلف عن ظاهرة النينا ، هو ظاهرة مناخية عالمية، حيث يؤثر تغير الحرارة في أحد المحيطات على الجو بمنطقة أخرى بعيدة. يحدث التردد الجنوبي نتيجة للاختلاف الموسمي للحرارة بين مدينة داروين بأستراليا وجزر تاهيتي. بينما يطلق لفظ إل نينيو - لا نينيا (بالإسبانية: La Niña)‏ في حالة كون التغييرات للأبرد - على التأثير المتبادل بين التغير الحراري للمحيط قبالة الساحل الغربي بأمريكا اللاتينية وعدة مناطق أخرى بالعالم. في بعض الأحيان عند حدوث تغيرات حرارية كبيرة، تتسع تأثيرات إل نينو والتردد الجنوبي لترتبط ببعضهما البعض.
جاء مصطلح النينو، فهي ظاهرة تحدث وقت عيد الميلاد وتستمر لشهور عدة. وهو مصطلح استعمله الصيادون على سواحل بيرو والإكوادور للدلالة على تيار المحيط الهادي الدافيء وما يجلبه من أمطار غزيرة. وهو ظاهرة طبيعية تسبب اضطراباً في الحياة الطبيعية في المحيط الهادي.

## النينو والنينا
النينو والنينا ظاهرتان مناخيتان تختلف كل واحدة عن الأخرى:
- النينو : تتصف بانتقال كتل هائلة من المياه الحارة في المحيط الاستوائي من الشرق إلى الغرب.
- النينا : فتعمل العكس فهي تنشأ من اندفاع هذه المياه الساخنة نحو الشرق من المحيط الهندي وأسيا وأندونيسيا وأستراليا.

ولقد انتشرت ظاهرة النينو على الكرة الأرضية بين عامي 1997 و1998 وتسببت في الاضطرابات المناخية الهائلة في المناطق الاستوائية وفي القارة الأمريكية الشمالية فانتشرت الحرائق الهائلة في أندونيسيا والبرازيل واستمرت أشهر عديدة كما حدثت كوارث وطوفانات على شواطئ أمريكا اللاتينية وشرق القارة الأفريقية ويعتبر النينو الذي انتهى مفعولة في شهر يونيو بتجميد مفاجئ للمياه السطحية للمحيط الهادي أعنف ظاهرة حدثت في القرن العشرين حين فاق بشدة ظاهرة النينو التي حدثت عامي 82 و 83.
ولقد ضربت ظاهرة النينو اقتصاد البلدان الفقيرة حيث فرضت آثارها السلبية فقرا متزايدا على السكان وتأخر في النمو والتطور في كثير من البلدان في العالم.
وللنينا آثار مناخية أقل حدّة من آثار النينو لذلك ستتعرض بعض البلدان لسلسلة من الأمواج الرطبة إضافة إلى حدوث فيضانات وأمطار غزيرة ستلحق أضرار بالغة في هذه البلدان. كما سيحصل جفاف غير معهود على الجزر الاستوائية الوسطى من المحيط الهادي وشرق أفريقيا وأفريقيا الشمالية وسيشمل غضب النينا أيونا الولايات المتحدة الأمريكية حيث ستتعرض لجفاف شديد ورطوبة عالية .